# خان‌باغی (کلیبر)
این روستا از دو طایفه جعفرخان و جمشیدی تشکیلی شده است . اهالی ساکن این روستا از این دوطایفه قدیمی هستند.
مذهب این روستا مسلمان شیعه میباشد.
ساکنان این روستا اغلب به کارهای کشاورزی ، دام پروری ، و مشاغل دیگر میپردازند.
امکانات موجود این روستا میتوان به :
آب شرب خانگی ، گاز و برق و تلفن اشاره کرد
با وجود گذشتن راه اصلی از وسط روستا ، روستا به دوبخش پایین محله و بالا محله تقسیم شده است.
از فضاهای قابل دیدن میتوان به برج تاریخی خانباغی اشاره کرد .
نوشته شده توسط میلاد صفریان.
این روستا در زمان پهلوی تا اوایل دوره جمهوری اسلامی توسط خان روستا که ایشان خانم هم بودند که اداره امور و مرور روستا تحت هدایت این خانم به نام مشهدی زیور خانم بوده است که از مقام بالایی در بین مردم روستا و حتی خان ها و بزرگان مناطق دیگر برخوردار بوده . در این روستا بنای تاریخی به نام کؤمبَز که حتی نام این بنا در کتاب های روستاشناسی و تاریخ شناسی امده.
این بنا از آجر ساخته شده است که به دلیل عدم نگهداری از آثار؛این بنا بدلیل شرایط جوی آب و هوایی تخریب توسط حفار های گنج و اسپری کردن تبلیغات انتخاباتی در حال تخریب کامل هست.از این بنای هشت ضلعی فقط دو ضلع تخریب شده مانده است.
اطلاعات بیشتر از این آثار رو به صورت کامل 
میتونید با جستجو کلمه کوبمز یا کمبز؛قلعه خانباغی یا برج خانباغی در اختیار داشته باشید.
از سوغاتی های این روستا میتوان به محصولات لبنی مانند شیر ماست کره‌حیوانی روغن‌حیوانی دوغ(آیران) پنیر و کشک نیز میتوان اشاره کرد.
در زیست بوم این روستا پرندگانی مانند عقاب کرکس شاهین جغد کبوتر کبک خفاش و پرندگان زیبا با نام های دیگر زندگی میکنند این روستا علاوه بر محیط زندگی پرندگان شرایط را نیز برای حیوانات خزنده مانند مار مامولک لاکپشت وغیره وهمچین جوندگان و حیواناتی از قبیل خرگوش جوجه تیغی روباه شغال و حتی در مواردی میتوان به حظور حیوانات خطرناکی مانند گرگ گراز و یا حتی خرس که در نواحی جنگلی کلیبر وجود و زندگی میکنند نیز اشاره کرد که گاها به دلیل گمراهی سر از این روستا در میاورند. 
از پوشش گیاهیی این روستا که در طول زمان به علت قطع درختان و استفاده بی رویه اهالی مقدار زیادی از آن از بین رفته است  باید بدانید که در این روستا درختان میوه هایی
مانند توت تمشک انجیر گردو سنجد گلابی وحشی انار و أناب وجود دارد که اقلب این درختان در زمین شخصی افراد روستا قرار دارد و درختان نیز توسط مالکان زمین ها نگهداری میشوند.در این روستا به دلیل استفاده نکردن بی رویه از خاک؛ اهالی؛ زمین های کشاورزی را به دو قسمت برای کشت تقسیم میکنند که به صورت یه سال در میان مزارع خود را جابجا میکنند.
در این روستا جویباری نیز وجود دارد از بارش باران ها ذوب برفها در کوه ها مناطق سردسیر کلیبر سرچشمه میگیرد و به سمت رود ارس جریان دارد .این روستا دارای چشمه های فراوان در مناطق مختلف روستاست
بسیاری از گیاهان دارویی و غذایی در این روستا رشد میکند که میتوان به پونه خاکشیر پنیرک آویشن کنگر گزنه بلاغ اوتی(سبزی چشمه یا جویباری که از خواص بالایی برخور دار است  اشاره کرد.
با تشکر
نویسنده قسمت دوم مهرشاد محرمی 